# شمشاد پیچ
شمشاد پیچ(نام علمی: Euonymus fortunei) نام یک گونه از تیره گوشوارکیان است.

## نگارخانه

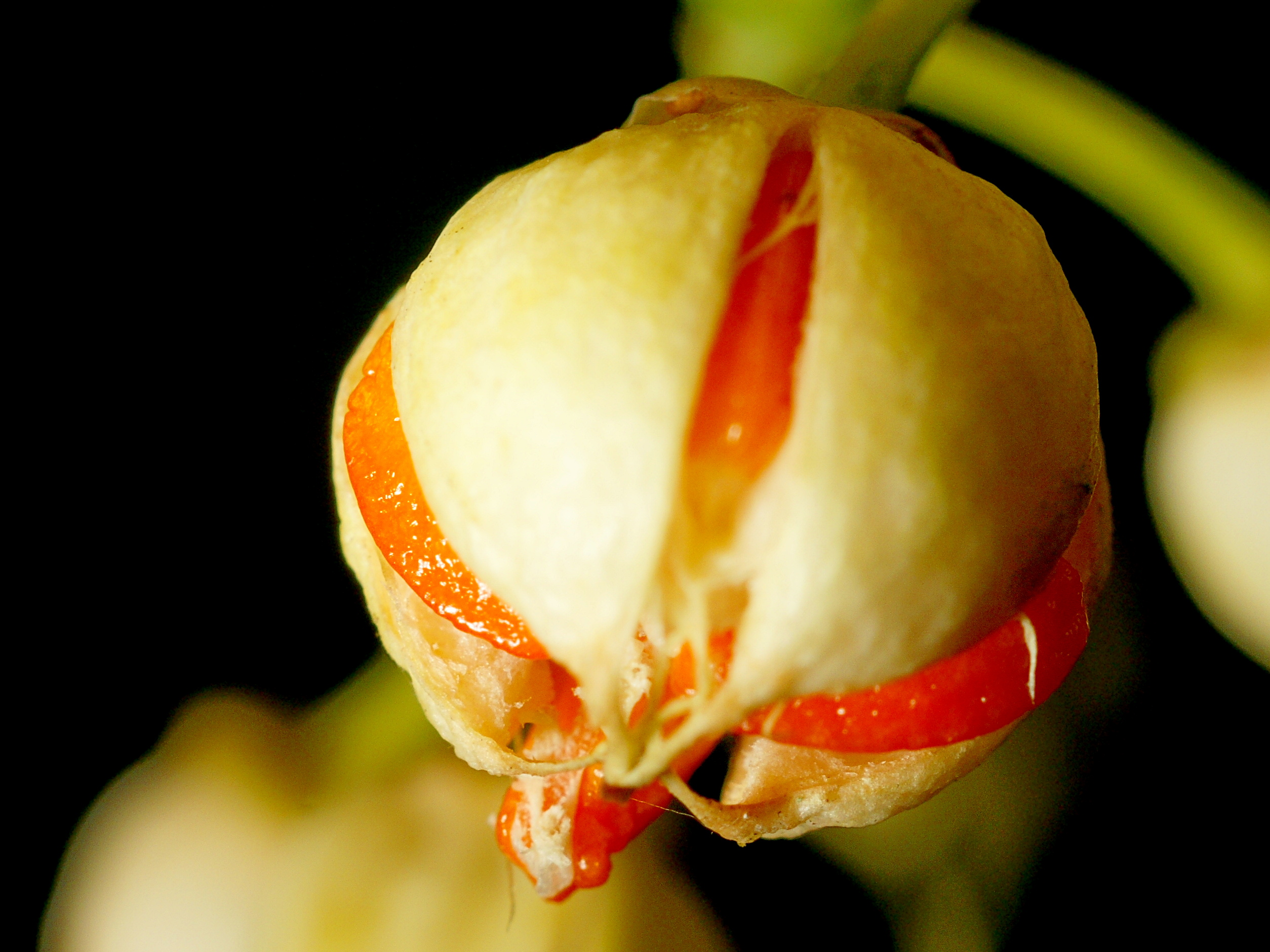
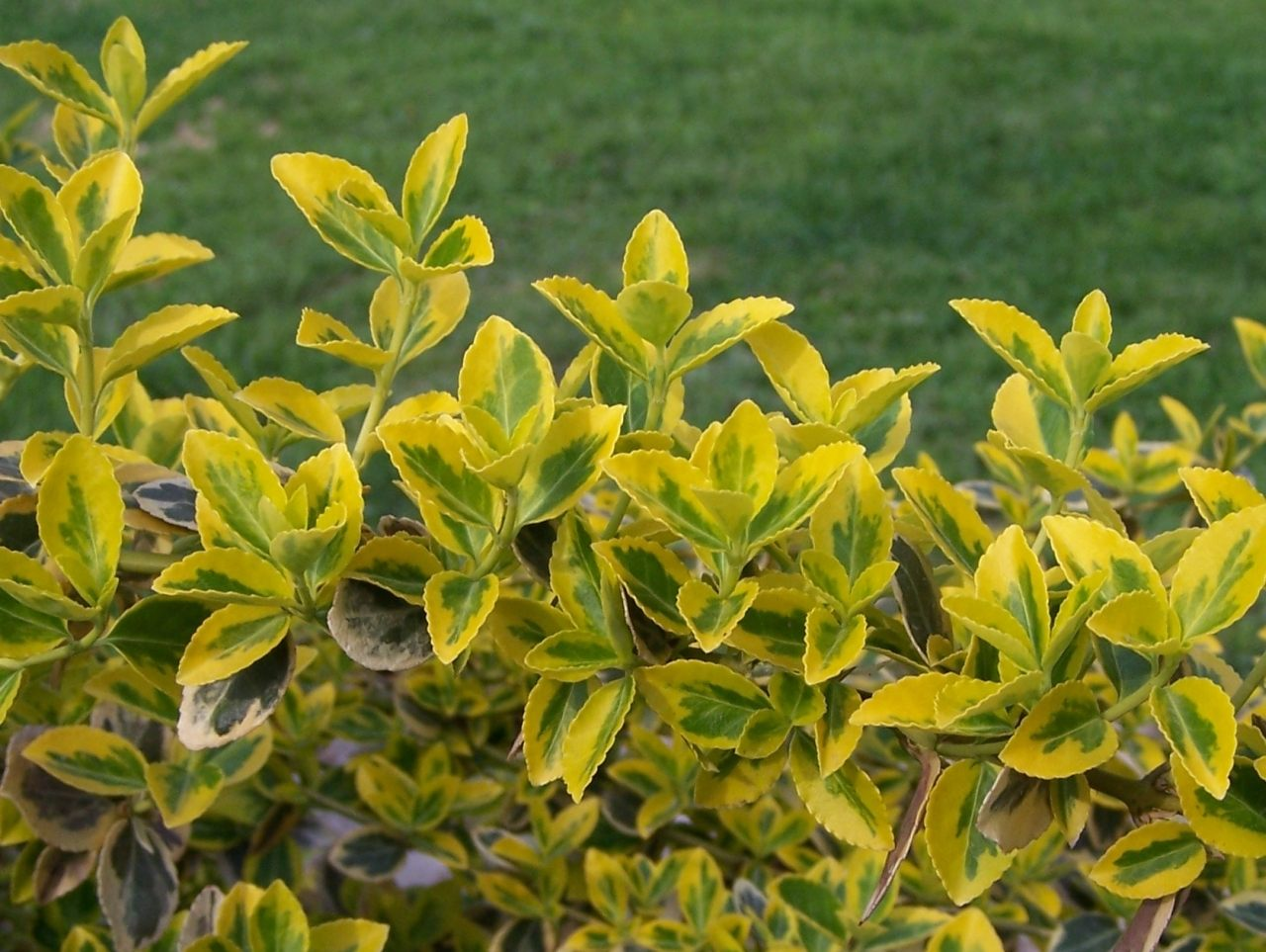
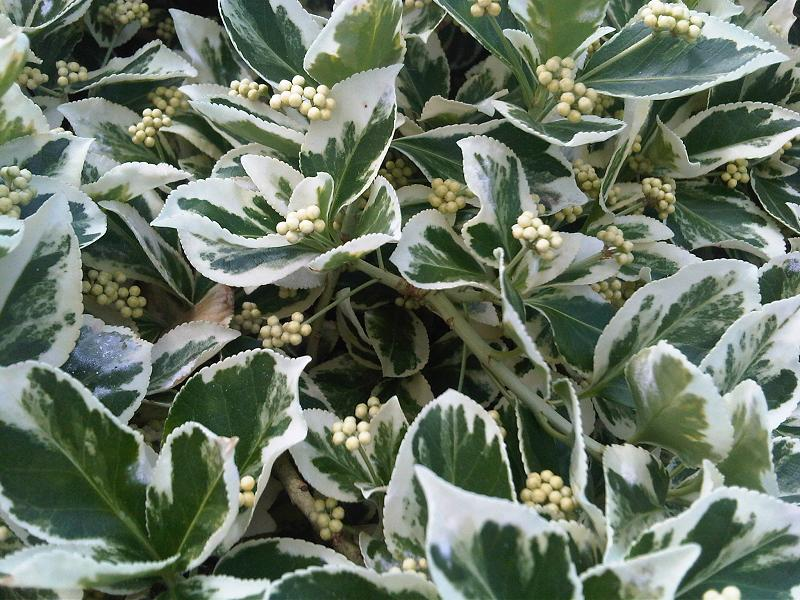